# Дельта Венери (фільм)
«Дельта Венери» (англ. Delta Of Venus) — художній фільм 1995 року виробництва США, еротична драма, знята відомим режисером Залманом Кінгом. Сценарій написаний на основі роману французької письменниці Анаїс Нін «Дельта Венери», який вона написала ще в 40-х роках XX століття, але він вийшов вперше тільки 1977 року.
Фільм знято за участю Чехії, знімання фільму відбувалося у Празі. Головні ролі в цьому фільмі виконали Оді Інгленд, Костас Менділор, Ерік де Сільва, Рейвен Сноу, Рорі Кемпбелл і Бернард Зетте. Прем'єра фільму відбулася 9 червня 1995 року в Туреччині.

## Сюжет
Фільм розповідає історію молодої письменниці Єлени, яка їде з Америки і восени 1939 року виявляється у Франції в Парижі. Єлена пише любовні романи — вона молода й амбітна і прагне підкорити місцеву читацьку аудиторію.
Молода жінка переживає короткий і пристрасний роман з одним з американських письменників, про який через деякий час забуває. А її роботу починає фінансувати анонімний колекціонер — але він хоче отримати від неї скандальніші розповіді. Пізніше вона дізнається, що за цим колекціонером стоїть той самий письменник, якого вона полюбила відразу по приїзду в Париж.

## В ролях
- Оді Інгленд — Єлена Мартін
- Костас Менділор — Лоуренс Уолтерс
- Ерік де Сільва — Марсель
- Марек Вазут — Люк
- Бернард Зетте — Дональд (як Зетте)
- Емма Луїз Мор — Аріель
- Рейвен Сноу — Лейла
- Рорі Кемпбелл — Мігель
- Даніель Леза — П'єр
- Маркета Хрубесова — Биджу

## Знімальна група
- Твір: Анаіс Нін
- Автори сценарію: Еліза Ротштайн і Патрісія Луїзіана Кноп
- Режисер: Залман Кінг
- Продюсер: Євжен Колар
- Оператор: Голок Егілссон
- Композитор: Джордж Клінтон
- Художник: Зденек Флеммінг
- Монтаж: Джеймс Гевін Бедфорд і Марк Гроссмен
- Костюми: Джолі Ганна Хіменес